# Жура (приток Чулыма)
Жура — река в Красноярском крае России, левый приток Чулыма (бассейн Оби), протекает по территории Назаровского и преимущественно Балахтинского районов. Длина — 75 км, площадь водосборного бассейна — 538 км².

## География
Исток Журы расположен на Солгонском кряже в районе горы Конабоева (536 м). Впадает в Чулым в 1620 км от устья, юго-восточнее деревни Марьясово Балахтинского района (на границе кадастровых кварталов — 24:03:0800006 и 24:03:0800005).
Населённые пункты на реке (от устья до истока): д. Марьясово, с. Тюльково, д. Ключи, с. Кожаны, д. Крюково, д. Новотроицк, д. Тукай.
Притоки (от истока до устья): правые — Повалиха, Источина 2-я, Источина 1-я; левые — Балдаштык.

## Данные водного реестра
По данным государственного водного реестра России относится к Верхнеобскому бассейновому округу, водохозяйственный участок — Чулым от истока до г. Ачинск, речной подбассейн реки — Чулым. Речной бассейн реки — (Верхняя) Обь до впадения Иртыша.
Код объекта в государственном водном реестре — 13010400112115200014722.